# Bierbeek
Bierbeek è un comune belga di 9 233 abitanti nelle Fiandre (Brabante Fiammingo).